# Ф.Д.Ч. Віллард

Такий слід Честер залишив на копії статті

Ф. Д. Ч. Віллард (англ. F.D.C. Willard) — сіамський кіт, що жив у 70-х роках XX століття у штаті Мічиган, США. Став відомий як співавтор наукової праці у галузі фізики низьких температур і як самостійний автор ще одної праці. Кіт носив ім'я Честер і належав американському науковцю Джеку Г. Гетерінгтону, який працював у Університеті штату Мічиган в Іст-Лансінг, штат Мічиган.

## Стаття у «Фізікал ревью леттерс»
1975 року американський фізик і математик Джек Г. Гетерінгтон, що працював у Університеті штату Мічиган, вирішив опублікувати результати своїх досліджень на тему фізики низьких температур у науковому журналі «Фізікал ревью леттерс». Його колега, якому Гетернгтон передав копію праці, звернув увагу, що він написав текст у першій особі множини. Оскільки «Фізікал ревью леттерс» дозволяв використовувати таку форму лише тоді, коли праця написана за участі щонайменше двох авторів, науковець знайшов спосіб, щоб не переписувати працю у першій особі однини та не шукати співавтора. У часи коли комп'ютерний текстовий редактор не увійшов до широкого вжитку, виправлення праці означало її повне переписування на друкарській машинці, на що Ґетерінгтон не мав бажання.
Гетерінгтон мав кота Честера, батьком якого був Віллард. Боячись, щоб його колеги не розпізнали імені його домашнього улюбленця, Гетерінгтон вирішив використати ініціали. Оскільки науковець добре здавав собі справу з того, що американці мають щонайменше два ім'я, як один з ініціалів використав наукову назву домашнього кота. У такий спосіб утворив назву Ф. Д. Ч. Віллард, де Ф. Д. — скорочення до Felis domesticus, C. — Честер, ім'я кота Гетерінгтон, Віллард — ім'я батька Честера, сіамського кота, що жив в Аспені.
Перша праця, співавтором якої став Ф. Д. Ч. Віллард, мала назву «Two-, Three-, and Four-Atom Exchange Effects in bcc ³He» і опинилася на сторінках 35 номеру журналу «Фізікал ревью леттерс» (листопад 1975).
Справа вийшла на яв, коли неочікуваний гість університету запитав Гетерінгтона про його співавтора Вілларда, з яким той хотів порозмовляти. Отримавши згодом від видавництва копію статті, головний автор занурив лапу Честера в чорнило і притиснув її до листка з титульної сторінки, де також залишив свій підпис. Наступні бл. десять таких копій статті, «підписаних» двома авторами, Гетерінгтон розіслав своїм приятелям. Це призвело до того, що справа набула розголосу. Крім того, стало відомо, що дружина Гетерінгтона спала у ліжку з двома авторами.

## Друга стаття Ф. Д.Ч.Вілларда
У вересні 1980 року у французькому журналі «Recherche» з'явилася друга стаття, підписана Ф. Д. Ч. Віллардом (як єдиний автор). Цього разу Ф. Д. Ч. Віллард став псевдонімом французьких і американських дослідників, серед яких був також Гетернгтон, які не могли узгодити деякі математичні деталі та постановили, що у випадку помилковості остаточних результатів уся вина впаде на Ф. Д. Ч. Вілларда. Ця праця також була дотичною до ³He — цього разу його антиферомагнетних властивостей.

## Наслідки
1978 року організатори LT-15 (15. Міжнародної конференції фізики низьких температур) у Ґреноблі розглядали можливість запрошення Вілларда, оскільки до того автор ще ніколи не виступав на конференціях, проте вони відмовилися від цього після пояснення одного з учасників зустрічі, що Ф. Д. Ч. Віллард насправді є котом. Гетернгтона також не запросили, можливо через те, що його жарт не сподобався організаторам конференції.
1 квітня 2014 року Американське фізичне товариство оголосило, що до всіх опублікованих за участі котів статей буде безкоштовний доступ; вони також ствердили, що це «зрозумілі наслідки», що відповідають політиці товариства, яке одне з перших відкрило доступ до колонок своїх публікацій для котів, а також надала безкоштовний доступ до частини своїх ресурсів. АФТ водночас зазначило, що відтепер прийматиме до друку лише ті тексти, єдиним автором яких є лише кіт.
Попри те, що Ф. Д. Ч. Віллард не написав більше статей, у працях інших авторів з'являлися подяки та покликання на нього. Прикладом може стати праця Ріко Бухгольца.